# Spartak Trnawa w europejskich pucharach
Występy w europejskich pucharach słowackiego klubu piłkarskiego Spartak Trnawa.
Legenda do wszystkich tabel:
- Q – runda eliminacyjna, 1/16, 1/8, 1/4, 1/2 – odpowiednia faza rozgrywek, Grupa – runda grupowa, 1r gr – pierwsza runda grupowa, 2r gr – druga runda grupowa, F – finał, R – runda, PO – play-off
- k. – rzuty karne, los. – losowanie, Dogr. – dogrywka, w. – zasada bramek strzelonych na wyjeździe

## Wykaz spotkań pucharowych

### 1967–2000
| Sezon     | Rozgrywki                 | Runda   | Przeciwnik               | Dom | Wyjazd | Ogólnie     |
| --------- | ------------------------- | ------- | ------------------------ | --- | ------ | ----------- |
| 1967/68   | Puchar Zdobywców Pucharów | 1R      | Lausanne Sports          | 2–0 | 2–3    | 4–3         |
| 1967/68   | Puchar Zdobywców Pucharów | 2R      | Torpedo Moskwa           | 1–3 | 0–3    | 1–6         |
| 1968/69   | Puchar Europy             | 1R      | Steaua Bukareszt         | 4–0 | 1–3    | 5–3         |
| 1968/69   | Puchar Europy             | 2R      | Lahden Reipas            | 7–1 | 9–1    | 16–2        |
| 1968/69   | Puchar Europy             | 1/4     | AEK Ateny                | 2–1 | 1–1    | 3–2         |
| 1968/69   | Puchar Europy             | 1/2     | AFC Ajax                 | 2–0 | 0–3    | 2–3         |
| 1969/70   | Puchar Europy             | 1R      | Hibernians               | 4–0 | 2–2    | 6–2         |
| 1969/70   | Puchar Europy             | 2R      | Galatasaray SK           | 1–0 | 0–1    | 1–1, los.   |
| 1970/71   | Puchar Miast Targowych    | 1R      | Olympique Marsylia       | 2–0 | 0–2    | 2–2, k: 4–3 |
| 1970/71   | Puchar Miast Targowych    | 2R      | Hertha BSC               | 3–1 | 0–1    | 3–2         |
| 1970/71   | Puchar Miast Targowych    | 3R      | Köln                     | 0–1 | 0–3    | 0–4         |
| 1971/72   | Puchar Europy             | 1R      | Dinamo Bukareszt         | 2–2 | 0–0    | 2–2, w.     |
| 1972/73   | Puchar Europy             | 2R      | RSC Anderlecht           | 1–0 | 1–0    | 2–0         |
| 1972/73   | Puchar Europy             | 1/4     | Derby County             | 1–0 | 0–2    | 1–2         |
| 1973/74   | Puchar Europy             | 1R      | Viking                   | 1–0 | 2–1    | 3–1         |
| 1973/74   | Puchar Europy             | 2R      | Zoria Ługańsk            | 0–0 | 1–0    | 1–0         |
| 1973/74   | Puchar Europy             | 1/4     | Újpesti Dózsa            | 1–1 | 1–1    | 2–2, k: 3–4 |
| 1975/76   | Puchar Zdobywców Pucharów | 1R      | Boavista FC              | 0–0 | 0–3    | 0–3         |
| 1986/87   | Puchar Zdobywców Pucharów | 1R      | VfB Stuttgart            | 0–0 | 0–1    | 0–1         |
| 1996      | Puchar Intertoto          | Grupa 9 | Čukarički Stankom        | 3–0 |        | 3. miejsce  |
| 1996      | Puchar Intertoto          | Grupa 9 | Daugava Riga             |     | 6–0    | 3. miejsce  |
| 1996      | Puchar Intertoto          | Grupa 9 | Karlsruhe                | 1–1 |        | 3. miejsce  |
| 1996      | Puchar Intertoto          | Grupa 9 | FC Universitatea Craiova |     | 1–2    | 3. miejsce  |
| 1997/98   | Puchar UEFA               | 1Q      | Birkirkara               | 3–1 | 1–0    | 4–1         |
| 1997/98   | Puchar UEFA               | 2Q      | PAOK FC                  | 0–1 | 3–5    | 3–6         |
| 1998/99   | Puchar Zdobywców Pucharów | Q       | Wardar Skopje            | 2–0 | 1–0    | 3–0         |
| 1998/99   | Puchar Zdobywców Pucharów | 1R      | Beşiktaş JK              | 2–1 | 0–3    | 2–4         |
| 1999/2000 | Puchar UEFA               | Q       | Vllaznia Szkodra         | 2–0 | 1–1    | 3–1         |
| 1999/2000 | Puchar UEFA               | 1R      | Grazer                   | 2–1 | 0–3    | 2–4         |

### 2001–2020
| Sezon   | Rozgrywki        | Runda   | Przeciwnik        | Dom | Wyjazd | Ogólnie     |
| ------- | ---------------- | ------- | ----------------- | --- | ------ | ----------- |
| 2003    | Puchar Intertoto | 1R      | Pobeda            | 1–5 | 1–2    | 2–7         |
| 2004    | Puchar Intertoto | 1R      | Debrecen          | 3–0 | 1–4    | 4–4, w.     |
| 2004    | Puchar Intertoto | 2R      | Sloboda Tuzla     | 2–1 | 1–0    | 3–1         |
| 2004    | Puchar Intertoto | 3R      | Slaven Belupo     | 2–2 | 0–0    | 2–2, w.     |
| 2006/07 | Puchar UEFA      | 1Q      | Karvan Yevlax     | 0–1 | 0–1    | 0–2         |
| 2008/09 | Puchar UEFA      | 1Q      | WIT Georgia       | 2–2 | 0–1    | 2–3         |
| 2009/10 | Liga Europy      | 1Q      | İnter Baku        | 2–1 | 3–1    | 5–2         |
| 2009/10 | Liga Europy      | 2Q      | Sarajevo          | 1–1 | 0–1    | 1–2         |
| 2011/12 | Liga Europy      | 1Q      | Zeta              | 3–0 | 1–2    | 4–2         |
| 2011/12 | Liga Europy      | 2Q      | Tirana            | 3–1 | 0–0    | 3–1         |
| 2011/12 | Liga Europy      | 3Q      | Lewski Sofia      | 2–1 | 1–2    | 3–3, k: 5–4 |
| 2011/12 | Liga Europy      | PO      | Lokomotiw Moskwa  | 1–1 | 0–2    | 1–3         |
| 2012/13 | Liga Europy      | 2Q      | Sligo Rovers      | 3–1 | 1–1    | 4–2         |
| 2012/13 | Liga Europy      | 3Q      | Steaua Bukareszt  | 0–3 | 1–0    | 1–3         |
| 2014/15 | Liga Europy      | 1Q      | Hibernians        | 5–0 | 4–2    | 9–2         |
| 2014/15 | Liga Europy      | 2Q      | Zestaponi         | 3–0 | 0–0    | 3–0         |
| 2014/15 | Liga Europy      | 3Q      | St. Johnstone     | 1–1 | 2–1    | 3–2         |
| 2014/15 | Liga Europy      | PO      | FC Zürich         | 1–3 | 1–1    | 2–4         |
| 2015/16 | Liga Europy      | 1Q      | Olimpic Sarajewo  | 0–0 | 1–1    | 1–1, w.     |
| 2015/16 | Liga Europy      | 2Q      | Linfield          | 2–1 | 3–1    | 5–2         |
| 2015/16 | Liga Europy      | 3Q      | PAOK FC           | 1–1 | 0–1    | 1–2         |
| 2016/17 | Liga Europy      | 1Q      | Hibernians        | 3–0 | 3–0    | 6–0         |
| 2016/17 | Liga Europy      | 2Q      | Szirak            | 2–0 | 1–1    | 3–1         |
| 2016/17 | Liga Europy      | 3Q      | Austria Wiedeń    | 0–1 | 1–0    | 1–1, k: 4–5 |
| 2018/19 | Liga Mistrzów    | 1Q      | Zrinjski Mostar   | 1–0 | 1–1    | 2–1         |
| 2018/19 | Liga Mistrzów    | 2Q      | Legia Warszawa    | 0–1 | 2–0    | 2–1         |
| 2018/19 | Liga Mistrzów    | 3Q      | Crvena Zvezda     | 1–2 | 1–1    | 2–3, Dogr.  |
| 2018/19 | Liga Europy      | PO      | Olimpija Lublana  | 1–1 | 2–0    | 3–1         |
| 2018/19 | Liga Europy      | Grupa D | RSC Anderlecht    | 1–0 | 0–0    | 3. miejsce  |
| 2018/19 | Liga Europy      | Grupa D | Fenerbahçe SK     | 1–0 | 0–2    | 3. miejsce  |
| 2018/19 | Liga Europy      | Grupa D | Dinamo Zagrzeb    | 1–2 | 1–3    | 3. miejsce  |
| 2019/20 | Liga Europy      | 1Q      | Radnik Bijeljina  | 2–0 | 0–2    | 2–2, k: 3–2 |
| 2019/20 | Liga Europy      | 2Q      | Łokomotiw Płowdiw | 3–1 | 0–2    | 3–3, w.     |

### 2021–
| Sezon   | Rozgrywki               | Runda   | Klub                  | Dom | Wyjazd | Ogólnie       |
| ------- | ----------------------- | ------- | --------------------- | --- | ------ | ------------- |
| 2021/22 | Liga Konferencji Europy | 1Q      | Mosta                 | 2–0 | 2–3    | 4–3           |
| 2021/22 | Liga Konferencji Europy | 2Q      | Sepsi Sfântu Gheorghe | 0–0 | 1–1    | 1–1, k: 4–3   |
| 2021/22 | Liga Konferencji Europy | 3Q      | Maccabi Tel Awiw      | 0–0 | 0–1    | 0–1           |
| 2022/23 | Liga Konferencji Europy | 2Q      | Newtown               | 4–1 | 2–1    | 6–2           |
| 2022/23 | Liga Konferencji Europy | 3Q      | Raków Częstochowa     | 0–2 | 0–1    | 0–3           |
| 2023/24 | Liga Konferencji Europy | 2Q      | FK Auda               | 4–1 | 1–1    | 5–2           |
| 2023/24 | Liga Konferencji Europy | 3Q      | Lech Poznań           | 3–1 | 1–2    | 4–3           |
| 2023/24 | Liga Konferencji Europy | PO      | SK Dnipro-1           | 1–1 | 2–1    | 3–2, Dogr.    |
| 2023/24 | Liga Konferencji Europy | Grupa H | Fenerbahçe SK         | 1–2 | 0–4    | 4. miejsce    |
| 2023/24 | Liga Konferencji Europy | Grupa H | Łudogorec Razgrad     | 1–2 | 0–4    | 4. miejsce    |
| 2023/24 | Liga Konferencji Europy | Grupa H | FC Nordsjælland       | 0–2 | 1–1    | 4. miejsce    |
| 2024/25 | Liga Konferencji        | 2Q      | FK Sarajevo           | 3–0 | 0–0    | 3–0           |
| 2024/25 | Liga Konferencji        | 3Q      | Wisła Kraków          | 3–1 | 1–3    | 4–4, k: 11–12 |
| 2025/26 | Liga Europy             | 1Q      | BK Häcken             | 0–1 | 2–2    | 2–3           |
| 2025/26 | Liga Konferencji        | 2Q      | Hibernians            | 5–1 | 2–1    | 7–2           |
| 2025/26 | Liga Konferencji        | 3Q      | Universitatea Craiova | 4–3 | 0–3    | 4–6, Dogr.    |